# Liselotte Backner
Liselotte Backner (Överluleå, 6 febbraio 1962) è un'ex cestista svedese.

## Carriera
Con la Svezia ha disputato i Campionati europei del 1981.